# Augusta Holtz
Augusta Louise Holtz (* 3. August 1871 in Czarnikau, Provinz Posen, Königreich Preußen, Deutsches Reich als Auguste Louise Hoppe; † 21. Oktober 1986 in Florissant, Missouri, USA) war eine deutsch-US-amerikanische Altersrekordlerin. Sie hielt von 1985 bis 1990 den Rekord des höchsten erreichten Lebensalters eines Menschen. Sie war der erste Mensch, der erwiesenermaßen 114 und 115 Jahre alt wurde.

## Leben
Augusta Louise Hoppe wurde laut Taufeintrag am 3. August 1871 geboren. Ihre Eltern waren Michael Hoppe (1838–1918) und Wilhelmine Quade (1831–1922). Sie wurden 79 bzw. 91 Jahre alt. Im Jahr 1873 wanderte ihre Familie in die Vereinigten Staaten aus. Ihr Vater besaß nahe Troy, Illinois, eine Farm. Hoppe hatte drei Schwestern und einen Bruder, der jedoch kurz nach der Geburt starb. Sie heiratete 1900 Edward Holtz (1873–1922), mit dem sie vier Kinder hatte. Zwei ihrer Kinder überlebte sie. Im Alter von 109 Jahren zog sie um in das St. Sophia Geriatric Center in Florissant im St. Louis County, Missouri, wo sie auch starb.

## Altersrekord
Augusta Holtz war ab dem 12. Oktober 1983 der älteste lebende Mensch. Vom 14. Mai 1985 – als sie das Alter der bisherigen Rekordhalterin Fannie Thomas übertraf – bis 11. Mai 1990 war sie der Mensch mit der längsten verifizierten Lebensspanne. Sie war nach derzeitigem Forschungsstand die erste Person, die ein Alter von 114 und 115 Jahren erreichte und damit auch älter als eine Million Stunden wurde – diese Marke übertraf sie am 1. September 1985. Ihr Alter von 115 Jahren und 79 Tagen wurde 1989 zuerst von Easter Wiggins und danach von bisher über fünfzig weiteren Menschen übertroffen. Augusta Holtz ist mit Stand März 2025 die älteste bekannte Person, die je in Deutschland geboren wurde.